# 779
779 (DCCLXXIX) fue un año común comenzado en viernes del calendario juliano, en vigor en aquella fecha.

## Acontecimientos
- Un terremoto de 7,0 sacude Corea del Sur matando a más de 100 personas.
- Se proclama al budismo religión oficial del Tíbet.

## Nacimientos
- San Agobardo.
- Yuan Zhen, escritor chino.

## Fallecimientos
- Walburga, religiosa inglesa.